# Вільхове (Голованівський район)
Вільхове (раніше — Вільхувата) — село в Благовіщенській громаді Голованівського району Кіровоградської області України. Населення становить 1320 осіб.

## Історія
В 1905 р. зафіксована назва Ольховата [Крылов А. П. Населённые места Подольской губернии. – Каменец-Подольский: изд. губ. стат. комитета, 1905 г., с. 386].
Село Вільхувата – нині зветься Вільхове.
У селі була своя церква св.Миколи, письмові відомості щодо якої датуються 1777 роком; У 1794 році перетворена з уніатської на православну [Лобатынский С. Материалы для истории унии в Подолии. – Труды Подольского епархиального историко-статистического комитета, 1879 г., т. 2, с. 32, 43]. Будівництво відбувалося у період з 1756 по 1767 рр. (ерекція Франциска Салезія Потоцького 1754 р.). Була православною в 1773 – 1775 рр., потім уніатською, з 1794 р. – знову православна. Нова церква збудована в 1856 – 1860 рр. була кам’яна хрещата одноверха. Капітальний ремонт проведено у 1895 р. [Приходы и церкви Подольской епархии. – Труды Подольского епархиального историко-статистического комитета, 1901 г., т. 9, c. 87].
Відповідно до указу Президії ВР УРСР від 1 лютого 1945 р. «Про збереження історичних найменувань та уточнення і впорядкування існуючих назв сільрад і населених пунктів Одеської області»: населені пункти Вільхівської сільради — село Вільхове, селище Гордове і селище Кирилівське вважати за один населений пункт, який іменувати село Вільхове.

## Населення
Згідно з переписом УРСР 1989 року чисельність наявного населення села становила 1578 осіб, з яких 639 чоловіків та 939 жінок.
За переписом населення України 2001 року в селі мешкало 1318 осіб.

### Мова
Розподіл населення за рідною мовою за даними перепису 2001 року:
| Мова       | Відсоток |
| ---------- | -------- |
| українська | 98,41 %  |
| російська  | 1,36 %   |
| болгарська | 0,08 %   |
| вірменська | 0,08 %   |

## Сучасність
В сучасному Вільховому налічується 436 дворів та 1116 жителів. В селі працює пошта, фельдшерсько-акушерний пункт, школа, дитячий садок, сільська рада, будинок культури.
Неподалік від села розташований ландшафтний заказник «Гардова».